# Utel
Utel († 801) war Bischof von Hereford. Er wurde zwischen 793 und 798 zum Bischof geweiht und trat sein Amt in diesem Zeitraum an. Er starb 801.